# Neoconservatorism
Neoconservatorismul este un curent de filozofie politică apărut ca urmare a deziluziei produse de programele politice liberale (în SUA liberals reprezintă stânga), care susține rolul religiei (prin asocierea cu creștinii fundamentaliști organizați în Majoritatea Morală și organizații similare, care înaintea candidaturii lui Reagan refuzau să voteze) și mitul națiunii americane angajată în lupta contra răului din lume.

## Kristol și Strauss
Mișcarea s-a cristalizat în jurul filosofului Irving Kristol care, căutând soluții la criza liberalismului, le-ar fi găsit în opera lui Leo Strauss. Acești neoconservatori originari erau progresiști și reformiști, dar pe scară locală și în mod moderat, atrăgând totodată atenția asupra consecințelor neprevăzute ale măsurilor politice liberale. O nouă generație de neoconservatori s-a format în jurul fiului lui Kristol, William Kristol. Acestă generație era mai mult preocupată de politica externă a SUA, care trebuia, după ei, să preia un rol energic în politica internațională. Aceste idei au fost dezvoltate de think-tank-ul Project for a New American Century în ce privește regimurile din Serbia si Irak. Dick Cheney, Paul Wolfowitz și Donald Rumsfeld se numără printre membrii acestui think-tank.
Shadia Drury a enunțat o teză de teoria conspirației, considerându-l pe Strauss drept adeptul unor teorii nedemocratice. Această teză l-a inspirat pe Lyndon H. LaRouche să-l considere pe Strauss (care era evreu!) drept apostol în SUA al „teoreticienilor nazismului” Nietzsche, Heidegger și Schmitt, creierul unei monstruoase conspirații împotriva democrației americane. Această teză a fost popularizată prin filmul The Power of Nightmares produs de Adam Curtis pentru BBC, conform căruia războaiele pornite de George W. Bush ar fi o mașinație ocultă a neoconservatorilor. Filmul face o paralelă între neoconservatori și islamiștii radicali, prezentați drept frați ideologici aflați într-un conflict fratricid, adepții lui Strauss persecutându-i pe adepții lui Qutb, deși Strauss și Qutb ar fi, în esență, două spirite gemene.
Conform lui Steven B. Smith, Leo Strauss nu a fost activ politic, nu ar fi susținut neoconservatorismul (dacă l-ar fi cunoscut), nu a susținut imperialismul și era sceptic în ce privește filosofiile politice. Conform lui Smith, trei teme ale lui Strauss au fost dezvoltate de neoconservatori, și anume: importanța omului de stat, uzul înșelăciunii de către politicieni și rolul religiei în viața politică.
Un filosof neoconservator, Allan Bloom, s-a aflat în centrul „războaielor culturale” din SUA, prin afirmații ca:
Aici disting între două probleme înrudite dar deosebite. Conținutul cărților clasice a devenit deosebit de dificil de apărat în vremurile moderne, iar profesorii care le predau azi nu le apără și nu sunt interesați de adevărul lor. Ultimul aspect poate fi văzut clar în cazul Bibliei. A o include în disciplinele umaniste este deja o blasfemie, o negare a propriilor ei aserțiuni. Acolo ea este inevitabil tratată în unul din două moduri: este supusă la analiza „științifică” modernă, numită critica superioară, în care este descompusă pentru a arăta cum cărțile „sacre” au fost compilate și că ele nu sunt ceea ce pretind că sunt. Ea folosește drept mozaic din care răzbat urmele multor civilizații dispărute. Sau Biblia este folosită în cursuri de religie comparată ca o expresie a nevoii de „sacru”, ca o contribuție la studiul foarte modern și foarte științific al structurii „miturilor”. (Aici putem fi în părtășie cu antropologii și să fim plini de trăire.) Un profesor care ar trata Biblia în mod naiv, crezând-o pe cuvânt sau pe Cuvânt, ar fi acuzat de incompetență științifică și lipsă de sofisticare. Mai mult, el ar putea răsturna corabia și ar reîncepe războaiele religioase, la fel ca și cearta din cadrul universității dintre rațiune și revelație, care ar deranja aranjamente foarte convenabile și ar fi în final umilitoare pentru disciplinele umaniste. Aici vedem urmele proiectului politic al Epocii Luminilor, care voia precis să transforme Biblia și alte cărți vechi în texte lipsite de pericol. Acest proiect este una din cauzele hotărâtoare ale neputinței disciplinelor umaniste. Cel mai bine ar fi, se pare, să predai „Biblia ca literatură”, adică opus lui „ca revelație”, așa cum ea însăși pretinde că e. În acest fel ea poate fi citită fără a deforma aparatul cercetării științifice, așa cum citim de exemplu Mândrie și prejudecată. Astfel acei câțiva profesori care cred că e ceva în neregulă cu alte abordări își respectă conștiințele.— Allan Bloom, The Closing of the American Mind

## Critici
Termenul „neoconservator” poate fi folosit pejorativ de către paleoconservatorii descriși de sine, democrați, liberali, progresiști, reali sau libertari.
Criticii contestă sprijinul neoconservatorilor pentru politica externă intervenționistă. Criticii de stânga se confruntă cu ceea ce ei caracterizează drept unilateralism și lipsă de îngrijorare cu privire la consensul internațional prin organizații precum Națiunile Unite.
Criticii de stânga și de dreapta au atacat neoconservatorii pentru rolul pe care îl joacă Israelul în politicile lor în Orientul Mijlociu.
Conform lui C. Bradley Thompson⁠(en)[traduceți], neoconservatorismul promovează o versiune americanizată de fascism („fascism platonic” sau fascism-lite), dar nu ca scop în sine, ci ca etapă de reîntoarcere la „vremurile de aur” de mult apuse.

## Partide notabile asociate cu neoconservatismul
- Partidul Republican (Statele Unite ale Americii) (originale, acum facțiuni)
- Partidul Conservator (Regatul Unit) (facțiuni)
- Partidul Liberal Democrat din Japonia
- Spania - Vox[12][13]

### Scrieri neoconservatoare în limba franceză
- Yves Roucaute, Le Néo-conservatisme est un humanisme, Presses Universitaires de France, 2005.
- Yves Roucaute, La Puissance de la Liberté, Presses Universitaires de France, 2004.
- Guy Millière, Pourquoi Bush sera réélu (Paris, Michalon, 2004) ; Qui a peur de l'islam ! (Paris, Michalon, 2004) ; Ce que veut Bush (Paris, La martinière, Textes, 2003). Il a traduit les écrits de Ronald Reagan et Friedrich Hayek.
- Laurent Murawiec, La Guerre d'après, Paris, Albin Michel, 2003 ; L'Esprit des nations, cultures et géopolitique, Paris, Odile Jacob, 2002.

### Scrieri despre neoconservatorism, în limba franceză
- Christophe Réveillard „Un néoconservatisme à la française?” in G. Bernard et E. Duquesnoy, Les Forces politiques françaises, Coll. Major - Rapport Anteios 2007, PUF, 2007, p. 411 și sq.
- Bruno Tertrais, Quatre ans pour changer le monde, l'Amérique de Bush 2005-2008, Éditions autrement, 2005, 100 p.
- Jean-Frédéric Légaré-Tremblay, L'Idéologie néo-conservatrice et la politique étrangère sous George W. Bush Arhivat în 21 noiembrie 2006, la Wayback Machine., Montréal, Chaire Raoul-Dandurand en études stratégiques et diplomatiques, Études Raoul-Dandurand, 2005.
- Didier Chaudet, Florent Parmentier, Benoît Pélopidas, L'empire au miroir. Stratégies de puissance aux États-Unis et en Russie, Genève, Droz, 2007.
- Justin Vaïsse, « La croisade des néo-conservateurs », L'Histoire, n° 284, février 2004, pp. 56-59.
- Justin Vaïsse et Pierre Hassner, Washington et le monde : dilemmes d'une superpuissance. Éditions Autrement, 2003, 200 pages. Ouvrage très détaillé en ce qui concerne les doctrines, les hommes et les « fondations » qui soutiennent les politiques des gouvernements Bush. On y trouvera aussi une revue rapide, mais pénétrante, des conceptions américaines en matière de politique étrangère (doctrine « wilsonienne » ou « jacksonienne »).
- Mokhtar Ben Barka, La Nouvelle Droite américaine (des origines à nos jours), Presses Universitaires de Valenciennes, 1996, 192 p.
- Seymour Martin Lipset, « Le néo-conservatisme : mythe et réalité », Le Débat, n° 53, janvier-février 1989, pp. 110-124.
- Marie-Cécile Naves, La fin des néoconservateurs ?, Ellipses, 2009, 150 p.
- Jürgen Habermas,  Les néo-conservateurs critiques de la culture in Écrits politiques: culture,droit, histoire, Paris, Cerf, 1990 pp. 63-85; réedition: Paris, Flammarion, coll. «Champs», 1999.